# Václav Struna
Václav Struna (1854 (???) Velké Kosice – 25. ledna 1910 Velké Kosice) byl rakouský a český politik, na počátku 20. století poslanec Českého zemského sněmu.

## Biografie
Pocházel z Velkých Kosic. Působil jako obecní starosta v Kosicích a okresní starosta v Chlumci nad Cidlinou. Zastával také funkci předsedy okresního hospodářského spolku. Byl mu udělen Zlatý záslužný kříž. Obec Kosice mu udělila čestné občanství.
Na počátku století se zapojil i do zemské politiky. V volbách v roce 1908 byl zvolen do Českého zemského sněmu v kurii venkovských obcí, obvod Nový Bydžov, Chlumec. Politicky se uvádí coby člen České agrární strany. Kvůli obstrukcím se ovšem sněm ve svém plénu po roce 1908 fakticky nescházel.
Zemřel náhle, v lednu 1910, v 56. roce svého života v rodných Kosicích.